# Montale
Montale là một đô thị ở tỉnh Pistoia trong vùng Toscana, có vị trí cách khoảng 25 km về phía tây bắc của Florence và khoảng 8 km về phía đông của Pistoia. Tại thời điểm 31 tháng 12 năm 2004, đô thị này có dân số 10.410 và diện tích 32,0 km².
Đô thị Montale có các frazioni (các đơn vị cấp dưới, chủ yếu là các làng) Fognano, Tobbiana, and Stazione.
Montale giáp các đô thị: Agliana, Cantagallo, Montemurlo, Pistoia.

## Sister Cities & Twin Cities
- - Varaždin, Croatia